# Bungō Stray Dogs
Bungō Stray Dogs (文豪ストレイドッグス Bungō Sutorei Doggusu, lit. Gossos de carrer literaris) és una sèrie manga escrita per Kafka Asagiri i il·lustrada per Sango Harukawa. Ha estat serialitzada a la revista Young Ace de l'editorial Kadokawa Shōten des de 2012, comptant fins ara compta amb vint-i-dos volums publicats. Una adaptació a sèrie anime va començar a transmetre's el 7 d'abril de 2016, i va ser produïda per l'estudi d'animació Bones i dirigida per Takuya Igarashi. L'anime ha estat dividit en dues parts i es va anunciar la transmissió de la seva segona temporada el 6 d'octubre del 2016. La segona temporada va finalitzar el 22 de desembre del 2016 amb vint-i-quatre episodis. A l'agost de 2017, va ser llançat un OVA titulat Bungō Stray Dogs: Hitori Ayumu, juntament amb el volum número tretze del manga.
Es va anunciar una pel·lícula animada a la pàgina web oficial titulada Bungō Stray Dogs: Dead Apple el 19 de febrer de 2017. La pel·lícula ser estrenada el 3 de març de 2018. Una tercera temporada va ser emesa des del 12 d'abril i al 28 de juny de 2019. És oficial que una quarta temporada s'estrenarà al gener de 2023.

## Argument
La sèrie es presenta amb Atsushi Nakajima, un jove que va ser expulsat del seu orfenat i, per tant, es veu obligat a viure als carrers. Mentre és a prop d'un riu patint molta fam, rescata a un home que intentava suïcidar-se al mateix riu. Aquest home és Osamu Dazai, qui junt amb el seu company, Doppo Kunikida, forma part d'una agència de detectius especial; una agència de detectius on tots els membres posseeixen diversos poders sobrenaturals i fan front a casos massa perillosos o difícils per a la policia o l'exèrcit. Atsushi, a més, s'assabenta que els dos homes estan buscant un tigre que ha aparegut per la zona fa poc, a la vegada que ell va arribar a la ciutat. El tigre sembla tenir una connexió amb Atsushi i mentre el cas es resolgui, el seu futur implicarà la presència de Dazai i la resta dels detectius.
Molts dels personatges han estat nomenats com a escriptors de gran rellevància, de la mateixa manera, els seus poders sobrenaturals porten noms de les seves obres o personatges, alguns exemples són Ryūnosuke Akutagawa, Atsushi Nakajima, Agatha Christie, Osamu Dazai, Fiódor Dostoievski, Rampo Edogawa, Edgar Allan Poe, Mark Twain, Kyōka Izumi, Kenji Miyazawa, Doppo Kunikida i Akiko Yosano.

## Media

### Manga
El manga el va escriure Kafka Asagiri i va ser il·lustrat per Sango Harukawa. La seva serialització va començar a la revista Young Ace de l'editorial Kadokawa Shōten l'any 2012. La sèrie es va recopilar per Kadokawa en vint-i-dos volums tankōbon. Va ser llicenciat als Estats Units per a la seva publicació per Ien Press. El manga Bungou Stray Dogs Koushiki Anthology: Rei es va publicar el 31 d'octubre de 2016.

#### Llista de volums
| Número | Data de publicació     | ISBN                   |
| ------ | ---------------------- | ---------------------- |
| 1      | 4 d'abril de 2013      | ISBN 978-4-04-120673-7 |
| 2      | 4 d'agost de 2013      | ISBN 978-4-04-120835-9 |
| 3      | 4 de desembre de 2013  | ISBN 978-4-04-120952-3 |
| 4      | 4 d'abril de 2014      | ISBN 978-4-04-121093-2 |
| 5      | 4 d'agost de 2014      | ISBN 978-4-04-101539-1 |
| 6      | 4 de desembre de 2014  | ISBN 978-4-04-101540-7 |
| 7      | 2 de març de 2015      | ISBN 978-4-04-102915-2 |
| 8      | 4 de setembre de 2015  | ISBN 978-4-04-102916-9 |
| 9      | 29 de desembre de 2015 | ISBN 978-4-04-102917-6 |
| 10     | 4 de juny de 2016      | ISBN 978-4-04-104283-0 |
| 11     | 4 d'octubre de 2016    | ISBN 978-4-04-104286-1 |
| 12     | 27 de març de 2017     | ISBN 978-4-04-104287-8 |
| 13     | 4 d'agost de 2017      | ISBN 978-4-04-105041-5 |
| 14     | 4 de desembre de 2017  | ISBN 978-4-04-106394-1 |
| 15     | 4 de juny de 2018      | ISBN 978-4-04-1069356  |
| 16     | 4 de desembre de 2019  | ISBN 978-4-04-1069356  |
| 17     | 1 de maig de 2019      | ISBN 978-4-04-108133-4 |
| 18     | 28 de desembre de 2019 | ISBN 978-4-04-108134-1 |
| 19     | 3 de juliol de 2020    | ISBN 978-4-04-109448-8 |
| 20     | 4 de desembre de 2020  | ISBN 978-4-04-109471-6 |
| 21     | 3 d'agost de 2021      | ISBN 978-4-04-111355-4 |
| 22     | 4 de març de 2022      | ISBN 978-4-04-112192-4 |

### Novel·la lleugera
Kadokawa va publicar també cinc novel·les lleugeres basades en el manga, escrites per Asagiri i amb il·lustracions de Harukawa.
| Número | Data de publicació  | ISBN                   |
| ------ | ------------------- | ---------------------- |
| 1      | 1 d'abril de 2014   | ISBN 978-4-04-101312-0 |
| 2      | 1 d'agost de 2014   | ISBN 978-4-04-101713-5 |
| 3      | 1 de maig de 2015   | ISBN 978-4-04-102332-7 |
| Gaiden | 30 de gener de 2016 | ISBN 978-4-04-103730-0 |
| 5      | 1 d'octubre de 2016 | ISBN 978-4-04-104049-2 |

### Anime
L'adaptació a sèrie anime la va dur a terme l'estudi d'animació Bones i la va dirigir Takuya Igarashi, va ser escrita per Yōji Enokido. Els principals directors d'animació van ser Nobuhiro Arai i Hiroshi Kanno, tot i que el primer també es va encarregar del disseny de personatges amb Ryō Hinata. La música de la sèrie va ser composta per Taku Iwasaki. Kazuhiro Wakabayashi va ser el director de so a Glovision. Addicionalment, Yumiko Kondou va ser el director artístic, Yukari Goto el dissenyador del color, Tsuyoshi Kanbayashi es va encarregar de la direcció de fotografia i Shigeru Nishiyama va ser l'editor. El tema d'obertura o opening és Trash Candy per Granrodeo, mentre que el tema de tancament o ending és ( Et cridaré pel teu nom) de Luck Life.
L'anime té dues parts; la primera meitat té dotze episodis i es va emetre entre el 7 d'abril de 2016 i el 23 de juny de 2016 a Tòquio MX, TVS, CTC, tvk, GBS (Gifu Broadcasting), Mie TV, SUN, TVQ Kyushu i BS11. La segona meitat, també de dotze episodis, es va emetre del 6 d'octubre de 2016 al 22 de desembre. El tema d'obertura és Reason Living de Screen Mode, el de tancament en canvi és Kaze ga Fuku Machi de Luck Life.
Un OVA va ser inclòs en el volum número 13 de l'edició limitada del manga, que va ser publicat el 31 d'agost de 2017. Es va llicenciar als Estats Units per Crunchyroll i per Anime Limited al Regne Unit.

## Recepció
El onzè volum del manga va esdevenir un dels mangues més venuts durant el mes d'octubre de 2016, venent-se 178.323 exemplars. També va ser la 25ena més venuda l'any 2016. Un cop publicats 11 volums, les vendes al Japó van arribar a les 1.879.623 còpies entre el 23 de novembre de 2015 i el 20 de novembre de 2016. La revista especialitzada en llibres i manga Da Vinci de Kadokawa i Media Factory, va revelar la llista de la 17a edició del "llibre de l'any". El manga de Kafka Asagiri i Sango Harukawa va obtenir el 31. lloc del rànquing de mangues, empatant amb Mahō Tsukai no Yome de Kore Yamazaki. Aquest rànquing no només contempla les vendes (en aquest cas, dels volums 1 al 11), sinó també pels vots de 5.117 persones, que inclouen: crítics literaris, escriptors i empleats de llibreries.
55 Minutes, el quart volum de la novel·la, va ser el dècim més venut durant la seva semana de publicació, amb la venta total de 12.461 còpies. Durant el mes d'octubre de 2016 es va arribar a vendre 47.671 còpies. Durant la setmana del llançament de la novel·la Bungou Stray Dogs: Rakugaki Techou es van vendre 13.890 còpies. La novel·la Dazai Osamu no Nyuusha Shiken va ser la 15è novel·la més venuda durant els mesos del 23 de novembre de 2015 i el 20 de novembre de 2016, amb el nombre total de 292.746 vendes.
L'anime es va trobar entre les deu millors sèries televisades entre octubre de 2015 i setembre de 2016, obtenint així el Newtype Anime Awards de l'edició de 2016 en aquesta categoria. La franquícia també va ser la 25ena més prolífica del 20 de desembre de 2015 a l'11 de desembre de 2016 al Japó. En total, ha recaptat el total de ¥1.878.804.092 en la venda de mercaderia, com ara Dvds i Blu-Ray, mangues, novel·les i música.
La segona temporada de la sèrie es va triar a l'edició de 2017 dels Newtype Anime Awards com la segona millor, superada únicament per Fate/Apocrypha. Aquest premi va ser resultat dels vots dels fanàtics, amb les sèries televisades entre octubre de 2016 i setembre de 2017 com a possibles opcions. També els personatges Osamu Dazai, Chūya Nakahara i Sakunosuke Oda van ser triats com els 2n, 3r i 10è a la categoria de millors personatges masculins, respectivament. De la mateixa manera, Kyōka Izumi i Akiko Yosano van ser les 3ra i 8ena a la categoria de millors personatges femenins, respectivament. TRASH CANDY de Granrodeo, Kaze ga Fuku Machi de Luck Life i Reason Living de Screen Mode van ser les 4ta, 5ena i 9ena millors cançons, considerant que l'OST de la sèrie va ser triat com el 3r millor d'aquest període. Takuya Igarashi va ser triat com el millor director, Youji Enokido com el 2n millor guionista, i Nobuhiro Arai i Harukawa electes com els millors dissenyadors de personatges en el mateix període. L'any 2021, es va anunciar una nova novel·la lleugera, Storm Bringer.